# Mazhiqi
Mazhiqi (albanska: Mazhiqi, serbiska: Mažić) är en by i Kosovo. Den är belägen i kommunen Mitrovica. Enligt den senaste folkräkningen år 2011 fanns det 55 invånare.

## Demografi
| Demografi | 2011 |
| --------- | ---- |
| albaner   | 253  |